# 足立区立鹿浜中学校
足立区立鹿浜中学校（あだちくりつ しかはまちゅうがっこう）とは、東京都足立区鹿浜にかつて存在した公立中学校。

## 概要
足立区西部鹿浜地区に立地していた公立中学校である。2007年には3年B組金八先生第8シリーズのロケが行われた。
2016年4月1日に足立区立第八中学校と統合され廃校となった。統合校として、足立区立鹿浜菜の花中学校が開校している。

## 教育目標
- 常に考え行動し、協力し合う人になろう。
- お互い人格を尊重し、礼儀正しい人になろう。
- 心身ともに健康で、明朗な人になろう。
- 自ら進んで学習に打ち込む人になろう。

## 学校生活

### 部活動
運動部
- サッカー部
- 野球部
- 女子バレーボール部
- 男子バスケットボール部
- バドミントン部
- 女子バスケットボール部

文化部
- 吹奏楽部
- 美術部

### 委員会活動
- 生徒会
- 広報委員会
- 図書委員会
- 体育委員会
- 学級委員会
- 整美委員会
- 保健委員会
- 給食委員会

## 歴代校長
1. 田澤 昌雄

## 学校諸元

### 所在地
- 〒123-0864
- 東京都足立区鹿浜五丁目18-1

## 沿革

### 年表
- 1966年（昭和41年）4月1日 創立開校
- 2016年（平成28年）4月1日 廃校

## 著名な卒業生
- 巻田清一 - サッカー指導者、元サッカー選手[要出典]
- 梅原大吾[1]

高橋翔